# ثلاثي المساري للتيار المتردد
ثلاثي المساري للتيار المتردد (بالإنجليزية: Triode for Alternating Current)‏ اختصاراً TRIAC، وتُقرأ ترياك، هو مكون إلكتروني يستطيع تمرير التيار الكهربائي في الإتجاهين.
يتحمل الترياك نفس معدل التيار والكمون الذي يتحمله الثايرستور ولكنه يسمح بمرور التيار الكهربائي في كلا الاتجاهين الأمامي والعكسي، لذلك ينوب الترياك مكان ثايرستورين موصولين على التوازي المتعاكس ولقد زود الترياك ببوابة واحدة كما في الثايريستور، يطبق عليها كمون موجب أو سالب حسب جهة التوصيل المطلوبة.
العمل الرئيسي للترياك التحكم بالاستطاعة المتناوبة دون الحاجة للتقويم.

## بنية الترياك
يمكن تمثيل الترياك بثايريستورين موصولين على التوازي المتعاكس
يتألف الثايريستور الأول نوع p من الطبقات نصف الناقلة P1-N1-P2-N2 يمثل الطرف A2 مصعد الثايريستور والطرف A1 مهبطه.
أما البوابة فموصلة إلى الطبقة نصف الناقلة P2. يتألف الثايريستور الثاني نوع N من الطبقات نصف الناقلة N'2 P'2 N'1 P'1 يمثل الطرف A1 مصعد الثايريستور والطرف A2 مهبطه. والبوابة موصولة إلى الطبقة نصف الناقلة نوع N'1.

## مبدأ العمل
عندما يكون الترياك في حالة التوصيل فإن التيار يتدفق من الطرف الرئيسي الأول إلى الطرف الرئيسي الثاني ويعتمد اتجاه التدفق على قطبية الجهد الخارجي المطبق، فإذا كان الجهد الداخل على الطرف الأول أكثر إيجابية فإن التدفق يكون من الطرف الأول والعكس صحيح، وفي كلا الحالتين يكون عمل الترياك مشابهاً لمفتاح مغلق، أما عند حالة القطع فإن التيار لا يتدفق من الطرفين الرئيسيين وبذلك فأنه عمله يصبح كمفتاح مفتوح.

## أنواع الترياكات

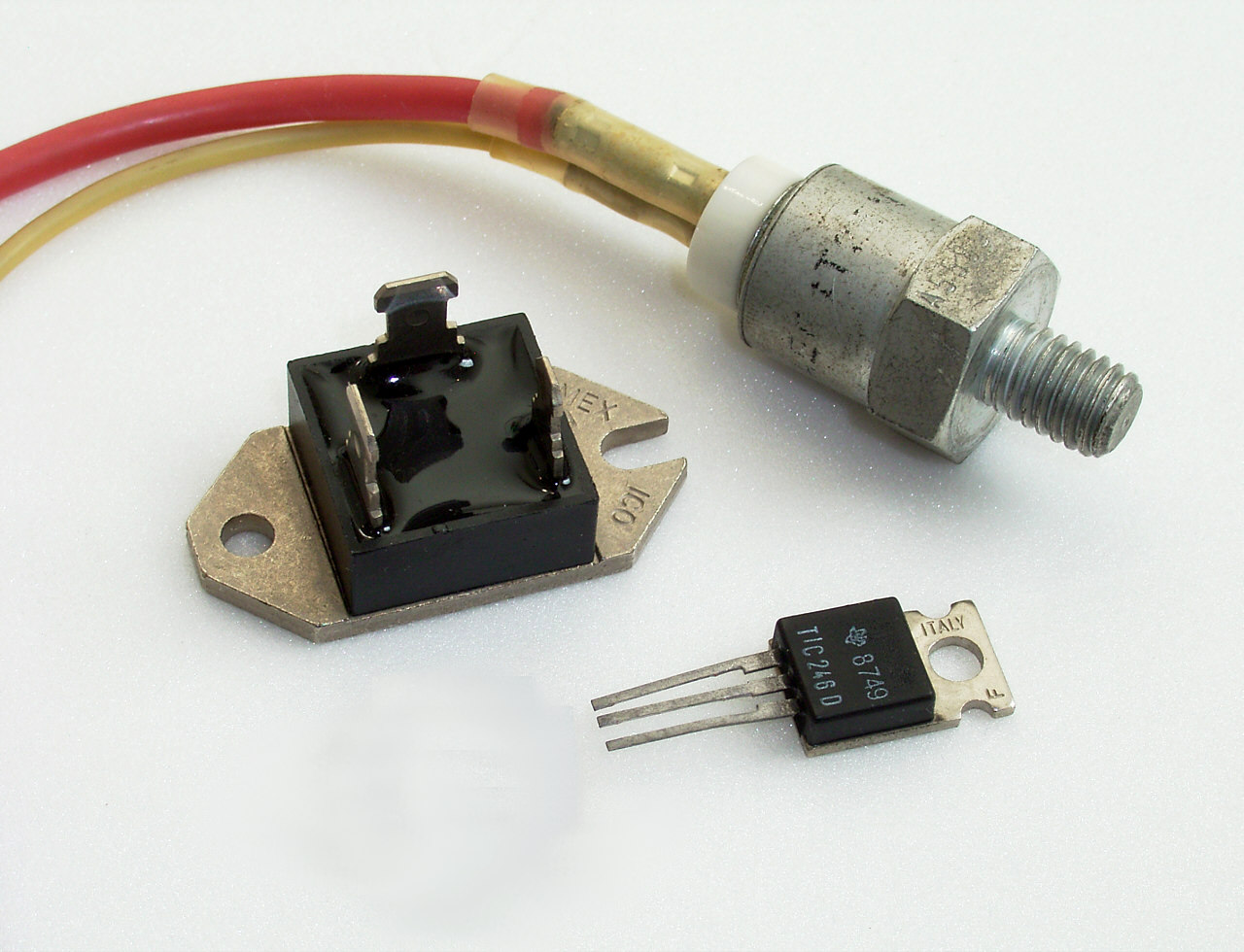
الترياك بسعات مختلفة.

تتوفر لتيارات منخفضة ومتوسطة والترياكات منخفضة التيار تكون عادة ذات قدرة علي تمرير تيار لا يتجاوز (1A) وتتحمل جهدا يبلغ عدة مئات الفولت. أما الترياكات متوسطة التيارات فتتحمل تيارات حتي 40A وجهودا حتي عدة ألاف الفولت. ومن الجدير بالذكر هنا أن الترياكات لا تستطيع التحكم بفتح وإغلاق دارات ذات تيارات عالية وعالية جدا كما هي الحال في الثايرستورات.

### المعطيات الفنية
نتعرف فيما يلي علي بعض المعطيات الفنية التي يستخدمها المنتجون لوصف ترياكاتهم. ITRMS,max: القيمة الفعالة (RMS) لتيار حالة on , وهي القيمة العظمي المسموحة للتيار الذي يمر بين MT1 و MT2 .IGT,min: جهد تيار مستمر (dc) لقدح البوابة، الجهد المستمر الأصغري اللازم لنقل الترياك إلي حالة (on). VGT,min: جهد مستمر (dc) لقدح البوابة، الجهد المستمر الأصغري اللازم لقدح البوابة بحيث يمر عبرها التيار الأصغري اللازم لنقل الترياك إلي حالة (on). IH: تيار المسلك (dc) وهو التيار المستمر الأصغري الذي يمر بين MT1 وMT2 كي يبقي الترياك في حالة (on). PGM: تبديد الاستطاعة الأعظمي علي البوابة (peake gate power dissipation), وهو الاستطاعة الأعظمية المبددة بين البوابة و MT1.Isurge: تيار اندفاعي (مفاجئ) وهو التيار الاندفاعي (المفاجئ) الأعظمي المسموح.

## فحص الترياك
يمكن باستخدام جهاز القياس الملتيميتر من اختبار الترياك بإتباع الطريقة التالية •	ضع الجهاز التماثلي على اختيار مقاومة عالية 100K •	وصل السلك الموجب للجهاز مع طرف MT1 للترياك..اما الطرف السالب مع MT2 «أو العكس»..يجب في هذه الحالة أن تحصل على قيمة مقاومة عالية جدا «أو دائرة مفتوحة» •	ضع الجهاز التماثلي على اختيار مقاومة منخفضة.. •	وصل السلك الموجب للجهاز مع كلا من طرف MT1 وقاعدة الترياك في نفس الوقت.. بينما السلك السالب مع طرف MT2 .. في هذه الحالة يجب أن يعمل الترياك وتحصل على قراءة مقاومة منخفضة

### استخدام دائرة فحص
•	عند الضغط على المفتاح الضاغط يجب أن يعمل المصباح بصورة مستمرة حتى عند رفع اليد عن المفتاح •	يمكن الاستعاضة عن المصباح بثنائي ضوئي LED مع مقاومة 1 كيلو. *(6)

## تطبيقات الترياك

### مفتاح بسيط
تعطي هنا دارة بسيطة تبين كيفية استخدام الترياك لتمرير أو قطع تيار عن حمل في دارة. عندما يكون المفتاح الميكانيكي مفصولا لا يطبق علي بوابة الترياك أي جهد ولا يمر بها تيار ولا يحصل قدح للترياك فيبقي مقطوعا ولا يمر التيار عبر الحمل. عند وصل المفتاح الميكانيكي يمر تيار صغير عبر RG ويقدح الترياك إلي حالة النقل (conduction), وذلك بفرض أن جهد القدح وتياره يحققان متطلبات القدح اللازمة للترياك، فيمر تيار عبر الحمل. عند فتح المفتاح الميكانيكي ثانية ينتقل الترياك إلي حالة قطع ويمنع التيار من المرور عبر الحمل.

### دارة تحكم بالاستطاعة
يستخدم في ها الشكل ترياك ومقاومة متغيرة مع مكثف لتكوين دارة يتم فيها تمرير تيار الحمل خلال فترات من أنصاف الدور الموجب والسالب (أي لا يمر التيار عبر الحمل خلال كامل نصف الدور الموجب وكذلك الأمر بالنسبة لنصف الدور السالب). المقاومة المتغيرة R هي التي تتحكم بلحظة انتقال الترياك إلي حالة on لأن المكثف يشحن عبر هذه المقاومة وعندما يصبح جهد المكثف مساويا لجهد القدح يطلق الترياك إلي حالة (on) ويمرر تيارا عبر الحمل وفي الشكل يعطي شكل جهد الحمل ومنه تلاحظ أنه يتم قص أجزاء من جهد الدخل في نصفي الدور الموجب والسالب وكلما زادت قيمة المقاومة يتأخر بالصفحة عن جهد الدخل المطبق بين MT2 وMT1، فمثلا إذا كان جهد المكثف كافيا للقدح ولكن الجهد بين طرفي MT1 وMT2 يمر بالصفر عندها لن يحدث قدح وسوف يتأخر القدح حتي يتجاوز الجهد قيمة الصفر. كلما زاد القص في موجة الدخل تنخفض القدرة المقدمة إلي الحمل وطبعا إذا ما قورنت هذه الدارة التي تتحكم بالقدرة المقدمة إلي الحمل مع دارة تحوي حملا علي التسلسل مع مقاومة متغيرة بسيطة تلاحظ أن دارتك هنا لا تضيع أي استطاعة.

### دارة متحكم بالإضاءة AC
تستخدم هذه الدارة (الشكل) في العديد من مفاتيح وصل الإنارة في المنازل فالدياك (diac) – الذي سنتعرف عليه في الفقرة التالية – يستخدم لضمان القدح الدقيق للترياك. يعمل الدياك علي توصيل تيار بين طرفيه عند تجاوز الجهد المطبق عليه لجهد انهياره. وحالما يصل الجهد علي طرفي الدياك إلي قيمة جهد الانهيار فإنه يمرر نبضة تيار إلي الترياك. في لحظة ما ض يكون الدياك في حالة قطع وعندما يصل جهد المكثف الذي يشحن عبر المقاومات (R1) و (R2) إلي قيمة تساوي جهد انهيار الدياك فإن الدياك يمرر تيارا إلي بوابة الترياك فيقدح الترياك إلي حالة نقل ويمر تيار عبر المصباح وعندما يفرغ المكثف إلي جهد أقل من جهد قدح الدياك فإن الدياك يعود إلي حالة (off) ويقطع الترياك ويعود المصباح إلي حالة (off) وتتكرر الدورة ويظهر لك أن المصباح في حالة (on) لكن إضاءته تنخفض وذلك لأن حالات (on) و (off) في المصباح تحدث بشكل سريع جدا، ويتم التحكم بإضاءة المصباح بواسطة المقاومة R2.

### متحكم بمحرك تيار متناوب
هذه الدارة تشبه من حيث الشكل دارة التحكم بإضاءة المصباح ولكن أضيف إليها فرع مكون من R2 وC2 لكبت الحالة العابرة. يتم التحكم بسرعة دوران محرك التيار المتناوب بواسطة المقاومة المتغيرة (R1).(7)*

## مميزات الترياك
أهم ما يمز الترياك عن عائلة الثايرستور هو القدرة على تمرير التيار في كلا الاتجاهين 

## عيوب الترياك
من أحد أبرز المتطلبات اللتي تحتاجها دائرة الترياك أن الدارات التي تستخدم الترياك تحتاج الحماية من معدل تغير الجهد، وذلك عن طريق توصيل دارة اخماد مناسبة على التوازي مع الترياك كما أنه يستخدم كمفتاح في دوائر التيار المتردد فقط وذلك في الاستخدامات التي تحتاج لتيارات عالية.